# Hardoi (huyện)
Huyện Hardoi là một huyện thuộc bang Uttar Pradesh, Ấn Độ. Thủ phủ huyện Hardoi đóng ở Hardoi. Huyện Hardoi có diện tích 5986 ki lô mét vuông. Đến thời điểm năm 2001, huyện Hardoi có dân số 3397414 người.